# Henri Bienvenu
Henri Bienvenu Ntsama (Garoua, Camerún, 5 de julio de 1988), futbolista camerunés. Se desempeña como delantero y su actual club es el Hatayspor de la TFF Primera División.

## Clubes
| Club                   | País                   | Año       |
| ---------------------- | ---------------------- | --------- |
| Cotonsport Garoua      | Camerún                | 2003-2005 |
| Bizertin               | Túnez                  | 2006-2008 |
| Espérance              | Túnez                  | 2008-2010 |
| Young Boys             | Suiza                  | 2010-2011 |
| Fenerbahçe             | Turquía                | 2011-2013 |
| Real Zaragoza (cedido) | España                 | 2013      |
| Eskişehirspor          | Turquía                | 2013-2014 |
| ES Troyes AC           | Francia                | 2014-2017 |
| Al Urooba              | Emiratos Árabes Unidos | 2017-2019 |
| Hatayspor              | Turquía                | 2019-     |